# Brooks Atkinson
Pour les articles homonymes, voir Atkinson.
Justin Brooks Atkinson (28 novembre 1894 – 14 janvier 1984) est un critique de théâtre américain. Il travaille pour le New York Times de 1922 à 1960. Dans sa nécrologie, le Times le qualifie de « critique de théâtre le plus influent de son temps ». Pendant la Seconde Guerre mondiale, il demande à devenir reporter de guerre et il reçoit le prix Pulitzer en 1947 pour son travail en tant que correspondant à Moscou pour le Times. Il redevient critique de théâtre à la fin des années 1940, jusqu'à sa retraite en 1960.

## Biographie
Atkinson naît à Melrose de Jonathan H. Atkinson, un statisticien, et de Garafelia Taylor. Enfant, il imprime son propre journal en utilisant des caractères mobiles et veut faire carrière dans le journalisme. Il fréquente l'université de Harvard, où il commence à écrire pour le Boston Herald. Il est diplômé de Harvard en 1917 travaille au Springfield Daily News puis au Boston Evening Transcript, où il est assistant du critique de théâtre. En 1922, il devient rédacteur à la New York Times Book Review, et en 1925 critique de théâtre. Atkinson épouse l'écrivaine Oriana MacIlveen en août 1926.
Atkinson se fait rapidement connaître pour son engagement envers de nouveaux genres de théâtre et pour son intérêt pour toutes sortes de pièces, y compris les productions off-Broadway. Il est notamment l'un des premiers admirateurs critiques d'Eugene O'Neill. En 1928, il écrit une critique extrêmement positive de The Front Page. En 1932, Atkinson abandonne le J. de sa signature et adopte le style d'écriture qui deviendra sa marque de fabrique.
Atkinson dit souvent être mal à l'aise avec l'influence qu'il exerce sur le box-office de Broadway.
Après le bombardement de Pearl Harbor en décembre 1941, Atkinson tente de s'enrôler dans la Navy, sans succès. Il demande à être réaffecté comme reporter de guerre et le New York Times l'envoie en Chine, où il couvre la seconde guerre sino-japonaise jusqu'en 1945. Pendant son séjour en Chine, il rend visite à Mao Tse-Tung à Yenan et écrit très favorablement sur le mouvement du Parti communiste chinois (PCC) et contre le gouvernement nationaliste de Chiang Kai-shek, qu'il considère comme réactionnaire et corrompu. Après sa visite de Yenan, il qualifie le PCC de « démocratie agraire ou paysanne, ou comme un parti ouvrier agricole »,. Atkinson considère le Parti communiste chinois comme communiste de nom seulement et plus démocratique que totalitaire ; son article porte le titre Yenan, a Chinese Wonderland City,.
Après la fin de la guerre, Atkinson ne rentre que brièvement à New York avant d'être envoyé à Moscou comme correspondant de presse. Son travail là-bas lui vaut le prix Pulitzer de la correspondance en 1947.
Après son retour d'Union soviétique, Atkinson est réaffecté aux critiques de théâtre, où il reste jusqu'à sa retraite en 1960. On lui attribue beaucoup de mérite pour la croissance d'Off-Broadway dans les années 1950.
Atkinson est élu membre de l'Académie américaine des arts et des sciences en 1960.
Il meurt le 14 janvier 1984 à l'hôpital Crestwood de Huntsville. Atkinson y a déménagé en 1981 pour se rapprocher de sa famille.

## Héritage
En 1960, le Mansfield Theatre de New York est rebaptisé Brooks Atkinson Theatre en son honneur.